# Théorème de vitesse moyenne

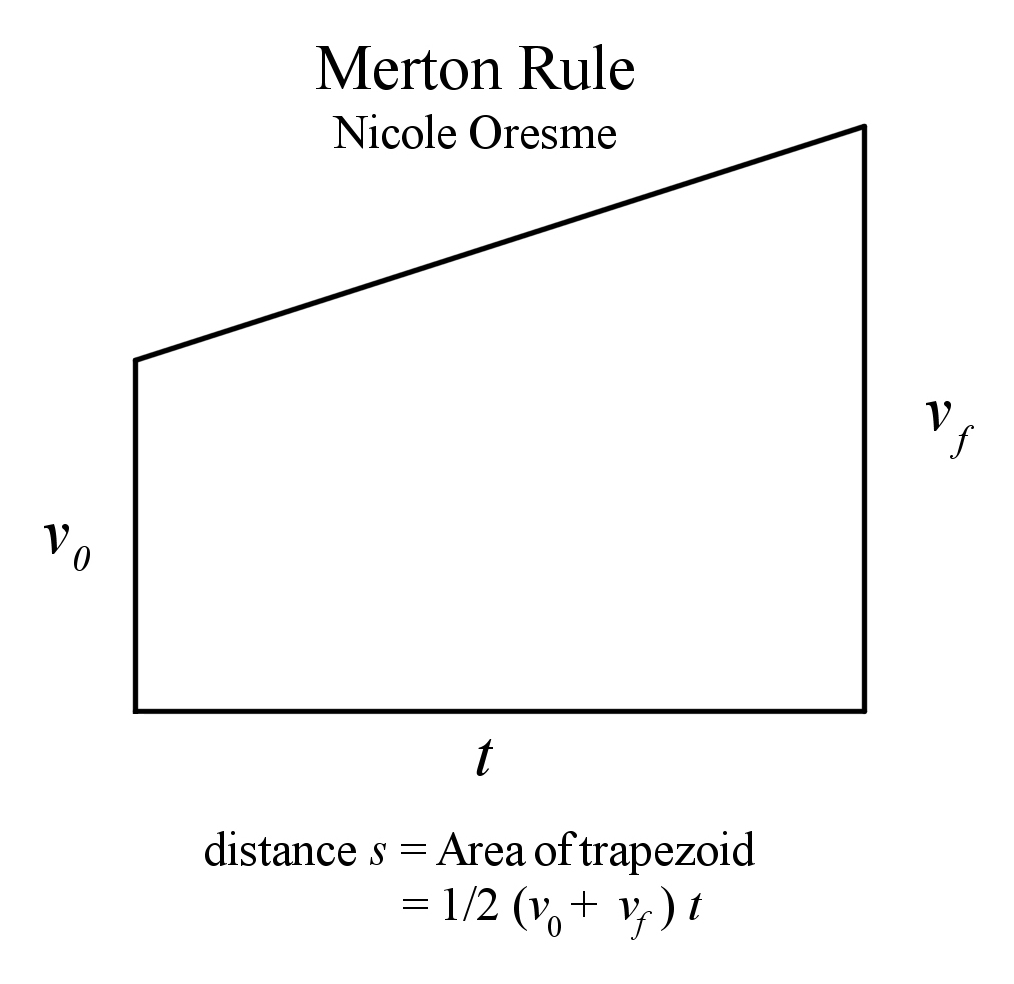
Visualisation géométrique par Nicole Oresme de la règle de Merton sur l'accélération uniforme, ou théorème de la vitesse moyenne.

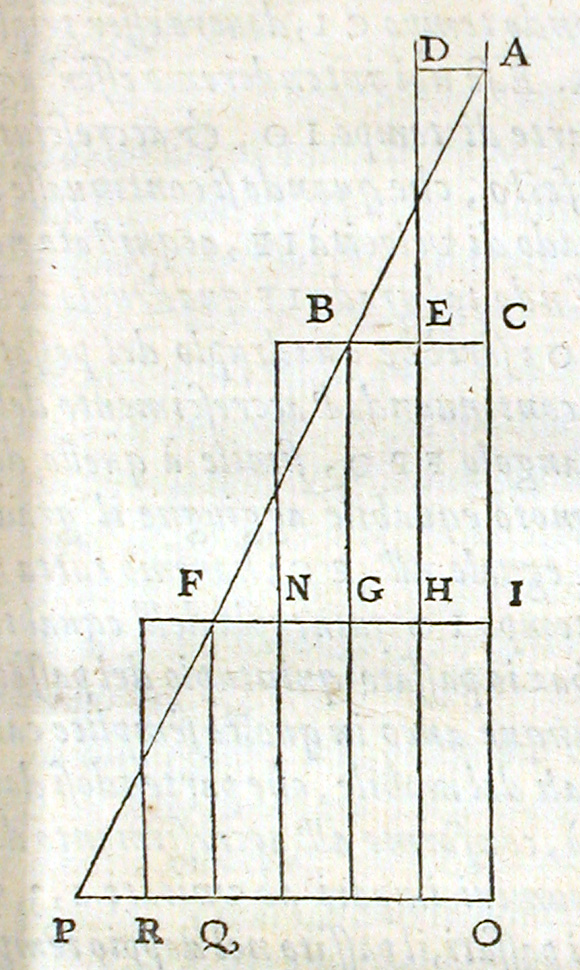
Démonstration par Galilée de la loi de l'espace traversé en cas de mouvement uniformément varié, reprenant les principes de la démonstration qu'Oresme avait formulée quelques siècles plus tôt.

Au XIVe siècle, les Calculateurs d'Oxford du Merton College ont découvert, et le savant français Nicole Oresme a démontré, le théorème dit règle de Merton sur l'accélération uniforme, ou encore  théorème de Merton sur la vitesse moyenne.
En résumé, ce théorème dit qu'un corps uniformément accéléré à partir du repos, c'est-à-dire, d'une vitesse initiale égale à zéro, parcourt la même distance qu'un corps se déplaçant à une  vitesse uniforme dont la vitesse est la moitié de la vitesse finale du corps.
Oresme généralise ce résultat et démontre géométriquement, en calculant l'aire d'un trapèze, que l'on a (avec les notations d'aujourd'hui) :
{\displaystyle d={\frac {1}{2}}(v_{0}+v_{f})t}
(la distance d parcourue est égale à la moitié de la somme de la vitesse initiale v0 et de la vitesse finale vf du mobile, multipliée par la durée t du mouvement) .
Les scientifiques médiévaux ont donc démontré ce théorème  — fondement de la « loi de la chute des corps » — bien avant Galilée, qui en est généralement crédité.
Le physicien, mathématicien et historien des sciences Clifford Truesdell, a écrit à ce sujet :

« Les sources maintenant publiées nous prouvent, au-delà de toute contestation, que les principales propriétés cinématiques des mouvements uniformément accélérés, toujours attribués à Galilée par les textes de la physique, ont été découverts et démontrés par les chercheurs du Merton College… Les résultats qualitatifs de la physique grecque furent remplacés, du moins pour l'étude des mouvements, par les descriptions quantitatives qui ont dominé la science occidentale depuis lors.  Le travail a rapidement été diffusé en France, en Italie et dans d'autres parties de l'Europe. Presque immédiatement, Giovanni di Casali et Nicole Oresme ont trouvé comment représenter les résultats par des graphes, faisant apparaître le lien entre la géométrie et le monde physique qui est devenu une autre habitude de la pensée occidentale… »

Des tablettes d'argile datées de –350 à –50  mésopotamiennes  comportent d'ailleurs déjà des procédures utilisant des trapèzes pour calculer la position de Jupiter et prévoir son mouvement, et préfigurent ainsi le théorème du XIVe siècle.

Pour nous, le théorème découle simplement des équations cinématiques décrivant une accélération uniforme.